# Mazus dentatus
Mazus dentatus är en tvåhjärtbladig växtart som beskrevs av George Bentham. Mazus dentatus ingår i släktet Mazus och familjen Mazaceae. Inga underarter finns listade i Catalogue of Life.